# Loboš tmavý
Loboš tmavý (Corydon sumatranus) je druh ptáka z čeledi lobošovití (Eurylaimidae), jenž se přirozeně vyskytuje v jihovýchodní Asii.

## Systematika
Loboš tmavý byl poprvé popsán britským zoologem Thomasem Stamfordem Rafflesem roku 1822. Raffles pro ptáka zvolil vědecké jméno Coracias Sumatranus, současná systematika považuje loboše tmavého za jediného zástupce rodu Corydon (rod vytyčil francouzský přírodovědec René Lesson v roce 1828), jenž je klasifikován v rámci čeledi lobošovití (Eurylaimidae). Loboš tmavý může být dělen do čtyř poddruhů:
- poddruh Corydon sumatranus brunnescens Hartert, 1916
- poddruh Corydon sumatranus laoensis Meyer de Schauensee, 1929
- poddruh Corydon sumatranus orientalis Mayr, 1938
- poddruh Corydon sumatranus sumatranus (Raffles, 1822)

## Popis
Loboš tmavý dosahuje celkové velikosti asi 27 cm. Ve své domovině se jedná o jen těžko zaměnitelného ptáka, typickými rozlišovacími znaky je tmavé základní opeření s růžovým hrdlem a bílými skvrnkami na křídlech. Výrazný je také široký zobák červeného zbarvení. Loboš tmavý je hlučný pták, jenž se ozývá nepříjemnými výkřiky kváj-ýý, kváj-ýý.

## Výskyt a chování
Loboš tmavý je ptákem orientální oblasti, areál jeho výskytu zahrnuje státy poloostrova Zadní Indie (Kambodža, Laos, Myanmar, Thajsko a Vietnam) a následně se táhne přes Malajský poloostrov až po ostrovy Velkých Sund (Sumatra a Borneo). Přirozeným prostředím loboše jsou především nížinaté deštné lesy a přilehlé uzavřené druhotné lesní porosty, často preferuje přítomnost vodního zdroje, tedy například různá bažinatá stanoviště či oblasti v blízkosti lesních potoků. Žije až do nadmořské výšky 2 000 metrů, ačkoli preferuje stanoviště nepřesahující 1 000 metrů nad mořem, ve vyšších nadmořských výškách jej lze spatřit spíše vzácně. Loboši mohou často vytvářet hlučná hejna, která se pohybují v baldachýnu vysokých stromů. Tento druh se živí hmyzožravě.

## Ohrožení
Mezinárodní svaz ochrany přírody (IUCN) považuje loboše tmavého za málo dotčený druh, převážně v důsledku velkého areálu rozšíření a početné populace. Přesnější odhady velikosti populace však nebyly získány. Celkový populační trend je nejspíše klesající, a to především v důsledku ztráty lesních stanovišť kvůli těžbě dřeva. IUCN uvádí, že na Velkých Sundách a v severním Thajsku představuje loboš spíše vzácnějšího opeřence, v poloostrovním Thajsku a Malajsii je pak lokálně hojný.